# قائمة جهات المغرب حسب عدد السكان
هذه قائمة لجهات المغرب حسب عدد السكان طبقا لآخر إحصاء لسنة 2014:
| الترتيب | موقع الجهة على الخريطة | الجهة                      | عدد السكان (إحصاء سنة 2014) |
| ------- | ---------------------- | -------------------------- | --------------------------- |
| 1       |                        | جهة الدار البيضاء سطات     | 6,861,739                   |
| 2       |                        | جهة الرباط سلا القنيطرة    | 4,580,866                   |
| 3       |                        | جهة مراكش آسفي             | 4,520,569                   |
| 4       |                        | جهة فاس مكناس              | 4,236,892                   |
| 5       |                        | جهة طنجة تطوان الحسيمة     | 3,556,729                   |
| 6       |                        | جهة سوس ماسة               | 2,676,847                   |
| 7       |                        | جهة بني ملال خنيفرة        | 2,520,776                   |
| 8       |                        | جهة الشرق                  | 2,314,346                   |
| 9       |                        | جهة درعة تافيلالت          | 1,635,008                   |
| 10      |                        | جهة كلميم واد نون          | 433,755                     |
| 11      |                        | جهة العيون الساقية الحمراء | 367,758                     |
| 12      |                        | جهة الداخلة وادي الذهب     | 142,955                     |